# Concerto in Azzurro
Concerto in Azzurro is de naam van het celloconcert, dat David Matthews in 2002 voltooide. Het werk is geschreven op verzoek van de BBC voor de cellist Steven Isserlis. Haar naam heeft het te danken aan de blauwe omgeving (zee en lucht op het eiland Lundy nabij Bristol).
De componist begon aan het werk in januari 2000 en rondde het pas tweeënhalf jaar later in de lente van 2002 af; de componist leverde in die tussentijd andere stukken op. Het BBC National Orchestra of Wales gaf onder leiding van Richard Hickox en met solist Isserlis de eerste uitvoering op 5 oktober 2002 in Cheltenham.
Het celloconcert is geschreven in een vloeiende stijl; de solist “zingt” als het ware zijn / haar melodie samen met het orkest. De gangbare afwisseling van solist tegenover orkest komt hier nauwelijks voor. Een andere zaak waarin het verschilt van een “normaal” concerto is dat het in één deel is gecomponeerd. In de partituur staan diverse tempowisselingen, maar het werk wordt zonder onderbrekingen gespeeld. De componist houdt echter van de klassieke sonatevorm met lichte aanpassingen. Dat houdt hier in dat we een eerste hoofdthema hebben, dat gevolgd wordt door een tweede. In plaats van dat terug te gaan naar het eerste combineerde de componist beide thema’s om ze uit te werken in de derde sectie. Door de combinatie ontstaat dan toch een min of meer driedelige structuur van allegro-scherzo-lento finale.
De tempi achter elkaar zijn:
- Con moto appassionato – Lontano – L’istesso tempo, molto moderato – Tempo I – Molto vivace e sbalzato – Meno mosso - maatslag = 63 – Molto moderato e sostenuto – Poco piu mosso – Poco a poco incalzando – Esultante – Tempo I – Poco lento, con calore – molto sereno.

De solist is bijna gedurende het gehele werk aan het “woord”; ook in het slot speelt ze met orkest en rainstick een zacht diminuendo waarna de muziek in de heldere hemel oplost.

## Orkestratie
- 2 dwarsfluiten waarvan nr. 2 ook piccolo, 2 hobo’s waarvan nr. 2 ook althobo, 2 klarinetten waarvan nr. 2 ook basklarinet, 2 fagotten;
- 4 hoorns, 2 trompetten, 2 trombones, 1 tuba;
- pauken, 2 man / vrouw percussie voor vibrafoon, glockenspiel, diverse soorten bekkens, gong, tamtam ,triangel, rainstick, chinese bellenboom, grote trom; harp, celesta;
- violen, altviolen, celli, contrabassen.

## Discografie
- Uitgave Chandos: Guy Johnston (cello) met het BBC Philharmonic onder leiding van Rumon Gamba.